# لینیر ۱۱۸۴۰۱

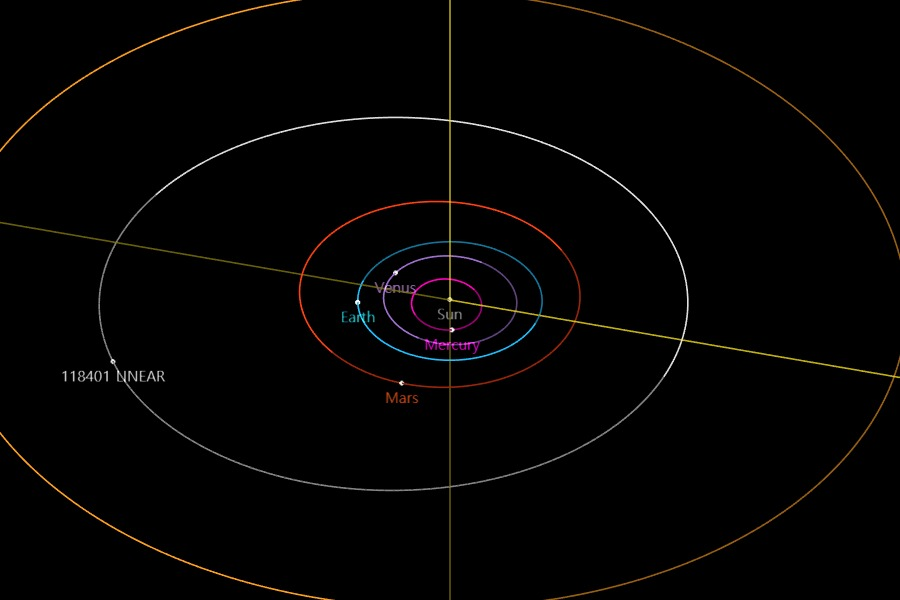
نمایی از محل قرارگیری سیارک لینیر ۱۱۸۴۰۱ در مدار – ۲۰۲۰

سیارک ۱۱۸۴۰۱ (به انگلیسی: 118401 LINEAR، نامگذاری:1999RE70) صد و هجده هزار و چهارصد و یکمین سیارک کشف شده‌است که در ۷ سپتامبر ۱۹۹۹ کشف شد.